# Tracheide

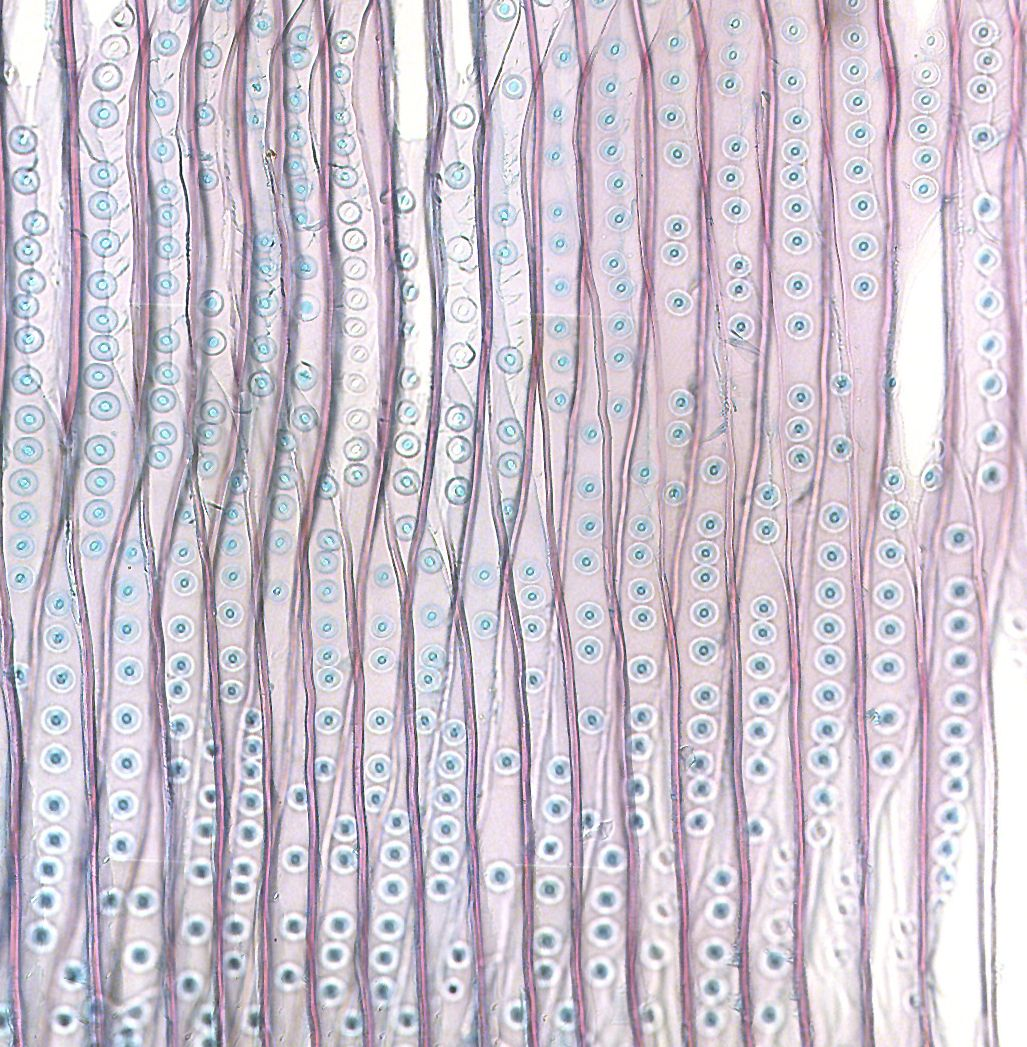
Tracheiden mit zahlreichen Hoftüpfeln (Abies concolor)

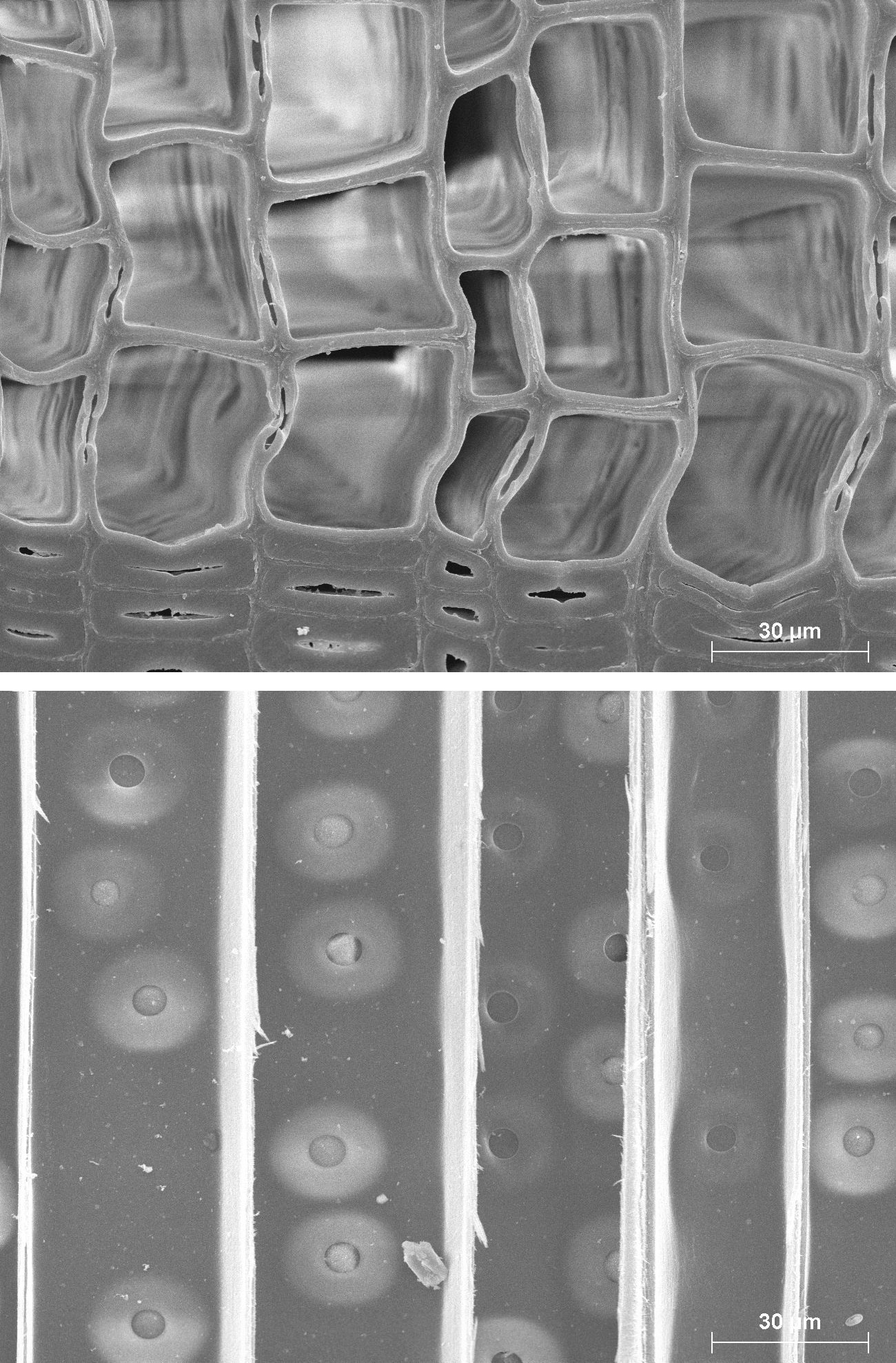
Detailansicht von Tracheiden (Picea abies)

Tracheiden (eindeutiger: Trachëiden) [tʁaχe’ˀi:dən] sind zur Wasserleitung und Festigung gebildete, meist stark verholzte, in axialer Richtung langgestreckte Zellen. Sie finden sich v. a. im Xylem der Leitbündel der Sprossachse von Pflanzen.
Im Gegensatz zu den evolutiv moderneren Gefäßen (Tracheen) haben Tracheiden keine aufgelösten Querwände, sondern leiten das Wasser über sogenannte Hoftüpfel von Zelle zu Zelle. Im oberen Bereich sind sie zugespitzt und haben deshalb eine größere Verbindungsfläche zur nächsten Zelle; hier befinden sich in der Regel auch die meisten Tüpfel.
Nacktsamer (Gymnospermae) und Gefäßsporenpflanzen (Pteridophyta) haben zur Wasserleitung meist nur Tracheiden, während Bedecktsamer (Angiospermae) zusätzlich in überwiegendem Maße auch Tracheen besitzen, die mit größerem Durchmesser und aufgelösten Querwänden eine noch bessere Wasserleitung garantieren. Dies erhöht bei Laubhölzern allerdings auch die Gefahr einer Embolie bei Luftzutritt.
Nachdem sie ihre endgültige Größe, Form und Funktion erreicht haben, sterben die Tracheiden ab und verholzen durch Lignineinlagerung in die Zellwand. Im Gegensatz zu den Tracheen übernehmen sie also auch festigende Funktion. Vor allem das englumige, dunklere Spätholz in Nadelgehölzen wird fast ausschließlich zu Festigungszwecken gebildet, weshalb feinjähriges Nadelholz mit hohen Spätholzanteilen im Allgemeinen stabiler und wertvoller ist als grobjähriges.
In Laubgehölzen wird die Festigung dagegen von Libriformfasern übernommen.
Zu erwähnen sind außerdem die radial verlaufenden Holzstrahltracheiden, die bei einigen Nadelholzarten vorkommen. Sie flankieren den aus Parenchymzellen bestehenden Holzstrahl oben und unten und sind für die Wasserleitung in radialer Richtung zuständig.